# گلدی‌بولدو (کاهتا)
گلدی‌بولدو (به ترکی استانبولی: Geldibuldu) (به کردی: Tîlle) یک منطقهٔ مسکونی کردنشین در ترکیه است که در کاهتا واقع شده‌است.